# イタリア式コメディ
イタリア式コメディ（伊: Commedia all'italiana、英: Italian Comedy Style）は、イタリアの映画ジャンルである。マリオ・モニチェッリ監督の『いつもの見知らぬ男たち』（1958年）に始まり、ピエトロ・ジェルミ監督の『イタリア式離婚狂想曲』（原題 Divorzio all'italiana, 1961年）からその名称をいただいたとされる。長い間この言葉は、軽蔑的な意図で使われていた。

## 略歴・概要
1940年代から第二次世界大戦後にかけて、イタリアでは「ネオレアリズモ」のムーヴメントが起こる。
1950年代後半から1960年代にかけて、この「ネオレアリズモ」に衝撃を受けた世界中の若者たちが、イギリスではロンドンのフリー・シネマからブリティッシュ・ニュー・ウェイヴへの動きを生み、フランスではパリのヌーヴェルヴァーグが生まれ、ジュネーヴを中心としたスイスではヌーヴォー・シネマ・スイスが、ポルトガルではリスボンのノヴォ・シネマが、ドイツではオーバーハウゼン・マニフェストからニュー・ジャーマン・シネマが、ポーランドではワルシャワのポーランド派が、チェコスロヴァキアではプラハのチェコ・ヌーヴェルヴァーグが、大西洋を隔てたアメリカではニューヨークでニューヨーク派（オフ・ハリウッド）が、ブラジルではサンパウロとリオデジャネイロでシネマ・ノーヴォが、そして遥か日本でも、東京で日本ヌーヴェルヴァーグが起きるという、ただならぬ状態になっていた。
しかし、イタリアでは1950年代に入ると、官能味を帯びた「ネオレアリズモ・ローザ」（伊語Neorealismo rosa、「桃色ネオレアリズモ」の意）と呼ばれる作品群が生まれはじめる。それまで脚本家だった20代、30代の若手がつぎつぎに映画監督となり、艶笑ものの他愛のないコメディ、ショートコント集、オムニバス映画が量産されていくのである。その流れのなかで1950年代後半に生まれたのがこの「イタリア式コメディ」なのである。
やがて1960年代中盤以降になると、ヨーロッパは、艶笑オムニバスの合作など、このコメディの新しいムーヴメントに巻き込まれていくことになる。

## 代表的スター

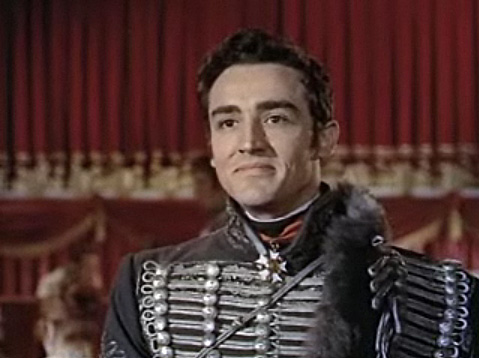
ヴィットリオ・ガスマン、1956年（『戦争と平和』）

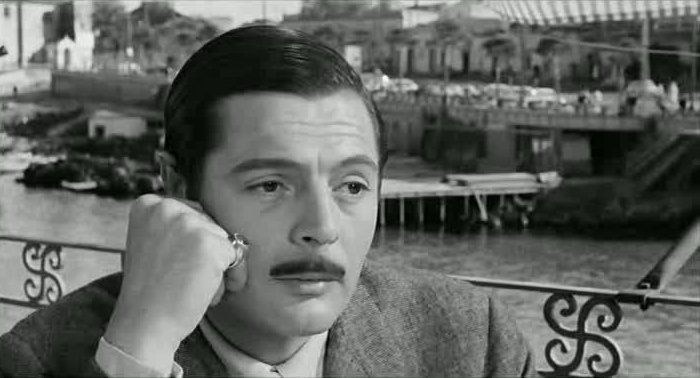
マルチェロ・マストロヤンニ、1961年（『イタリア式離婚狂想曲』）

ヴィットリオ・ガスマン、ウーゴ・トニャッツィ、アルベルト・ソルディ、ニーノ・マンフレディが1960年代、1970年代の「イタリア式コメディ」の4大トップ・スターであり、ステファニア・サンドレッリ、モニカ・ヴィッティ、ジャンカルロ・ジャンニーニ、マリアンジェラ・メラート、カトリーヌ・スパークらニューカマーがそれを追った。あるいは、ドラマティックなスターがコミカルな役を演じた例に、マルチェロ・マストロヤンニやクラウディア・カルディナーレがいる。

## 作家と作品
1961年にディーノ・リージは、現在ではカルトムービーとなった『追い越し野郎』を撮り、その後『困難な人生』（1962年、日本未公開）、『怪物たち』（1963年、日本未公開）、『イタリア人民の名において』（In nome del Popolo Italiano, 1971年、日本未公開）、『女の香り』（Profumo di donna, 1974年、日本未公開）を監督した。
モニチェリの作品には、『戦争・はだかの兵隊』（La grande guerra, 1959年）、『明日に生きる』（I compagni, 1963年）、L'armata Brancaleone （1966年、日本未公開）、Vogliamo i colonnelli （1973年、日本未公開）、『人気小説』（Romanzo popolare, 1974年、日本未公開）、そして『私の友だち』（Amici miei, 1975年、日本未公開）がある。
同ジャンルにおける有名な映画作家には、エットーレ・スコラ、ルイジ・コメンチーニ、ステーノ（ステファノ・ヴァンツィーナ）、アントニオ・ピエトランジェリ、ナンニ・ロイ、あるいはリナ・ウェルトミューラーがいる。
脚本家には、アージェ＝スカルペッリ、レオ・ベンヴェヌーティ、ピエロ・デ・ベルナルディ、ロドルフォ・ソネゴ、スーゾ・チェッキ・ダミーコ、セルジオ・アミディらが該当する。イタリア特有の集団的脚本執筆の方式から生まれた監督も多く、監督としてのデビュー前に脚本を量産した例にディーノ・リージ、エットーレ・スコラがいる。
また、劇伴音楽にすぐれたものが多く、作曲家も多く生まれた。また現在日本においても「イタリア式コメディ」作品のサウンドトラックは、映画そのものが未公開作品であっても人気である。作曲家の固有名詞については下記作品リストを参照のこと。

### イタリア語版リスト

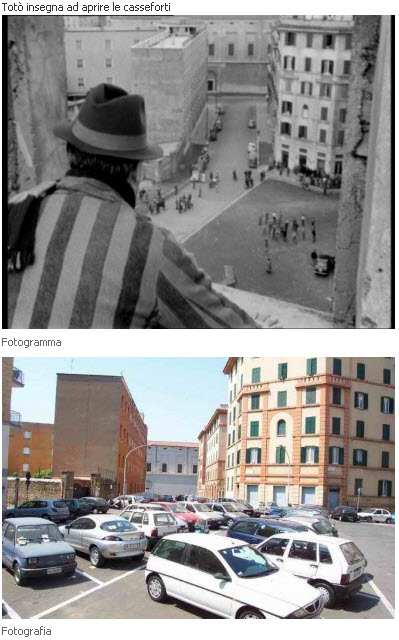
『いつもの見知らぬ男たち』（1958年）のロケ現場比較。

※イタリア語版Wikipediaの15本のリストである。英語版には65本におよぶリストが掲載されている。
- いつもの見知らぬ男たち I soliti ignoti　1958年

監督マリオ・モニチェッリ、音楽ピエロ・ウミリアーニ
脚本フリオ・スカルペッリ、レナート・サルヴァトーリ、スーゾ・チェッキ・ダミーコ
出演ヴィットリオ・ガスマン、マルチェロ・マストロヤンニ、レナート・サルヴァトーリ、トト
- 戦争・はだかの兵隊 La grande guerra　1959年

監督マリオ・モニチェッリ、音楽ニーノ・ロータ
脚本マリオ・モニチェッリ、アージェ＝スカルペッリ、ルチアーノ・ヴィンチェンツォーニ
出演ヴィットリオ・ガスマン、アルベルト・ソルディ、シルヴァーナ・マンガーノ
- みんな帰ろう Tutti a casa　1960年

監督ルイジ・コメンチーニ、音楽アンジェロ・フランチェスコ・ラヴァニーノ
脚本アージェ＝スカルペッリ、ルイジ・コメンチーニ、マルチェロ・フォンダート
出演アルベルト・ソルディ、セルジュ・レジアーニ
- アドゥアと仲間たち Adua e le compagne　1960年

監督アントニオ・ピエトランジェリ、音楽ピエロ・ピッチオーニ
脚本ルッジェーロ・マッカリ、アントニオ・ピエトランジェリ、エットーレ・スコラ、トゥリオ・ピネリ
出演シモーヌ・シニョレ、マルチェロ・マストロヤンニ、サンドラ・ミーロ
- 困難な人生 Una vita difficile　1961年

監督ディーノ・リージ、音楽カルロ・サヴィーナ
脚本ロドルフォ・ソネゴ
出演アルベルト・ソルディ、レア・マッサリ
- イタリア式離婚狂想曲 Divorzio all'italiana　1962年

監督ピエトロ・ジェルミ、音楽カルロ・ルスティケッリ
脚本ピエトロ・ジェルミ、エンニオ・デ・コンチーニ、アジェノーレ・インクロッチ、アルフレード・ジャンネッティ
出演マルチェロ・マストロヤンニ、ダニエラ・ロッカ、ステファニア・サンドレッリ、レオポルド・トリエステ
- 追い越し野郎 Il sorpasso　1962年

監督ディーノ・リージ、音楽リズ・オルトラーニ
脚本ディーノ・リージ、エットーレ・スコラ、ルッジェーロ・マッカリ
出演ヴィットリオ・ガスマン、ジャン＝ルイ・トランティニャン
- 女王蜂 Una storia moderna: l'ape regina　1963年

監督マルコ・フェレーリ、音楽テオ・ウズエリ
原案ゴッフレード・パリーゼ、脚本ラファエル・アスコナ、マルコ・フェレーリ、脚本協力ディエゴ・ファッブリ、パスクァーレ・フェスタ・カンパニーレ、マッシモ・フランチオーザ
出演ウーゴ・トニャッツィ、マリナ・ヴラディ
- 怪物たち I mostri　1963年

監督ディーノ・リージ、音楽アルマンド・トロヴァヨーリ
脚本アジェノーレ・インクロッチ、ルッジェーロ・マッカリ、エリオ・ペトリ、ディーノ・リージ、フリオ・スカルペッリ、エットーレ・スコラ
出演ウーゴ・トニャッツィ、ヴィットリオ・ガスマン
- 誘惑されて棄てられて Sedotta e abbandonata　1964年

監督ピエトロ・ジェルミ、音楽カルロ・ルスティケッリ
脚本ピエトロ・ジェルミ、アジェノーレ・インクロッチ、フリオ・スカルペッリ、ルチアーノ・ヴィンチェンツォーニ
出演サーロ・ウルツィ、レオポルド・トリエステ、ステファニア・サンドレッリ
- 蜜がいっぱい Signore e signori　1965年

監督ピエトロ・ジェルミ、音楽カルロ・ルスティケッリ
脚本ピエトロ・ジェルミ、アージェ＝スカルペッリ、ルチアーノ・ヴィンチェンツォーニ
出演ヴィルナ・リージ、ガストーネ・モスキン
- 裸のチェロ Il merlo maschio　1971年

監督パスクァーレ・フェスタ・カンパニーレ、音楽リズ・オルトラーニ
原作ルチアーノ・ビアンチャルディ、脚本パスクァーレ・フェスタ・カンパニーレ
出演ラウラ・アントネッリ、ランド・ブッツァンカ
- パンとチョコラータ Pane e cioccolata　1973年

監督フランコ・ブルザーティ、音楽ダニエレ・パトゥッキ
脚本フランコ・ブルザーティ、ジャジャ・フィアストリ、ニーノ・マンフレディ
出演ニーノ・マンフレディ、アンナ・カリーナ
- あんなに愛しあったのに C'eravamo tanto amati　1974年

監督エットーレ・スコラ、音楽アルマンド・トロヴァヨーリ
脚本アージェ＝スカルペッリ、エットーレ・スコラ
出演ヴィットリオ・ガスマン、ニーノ・マンフレディ、ステファニア・サンドレッリ
- 私の友だち Amici miei　1975年

監督マリオ・モニチェッリ、音楽カルロ・ルスティケッリ
脚本ピエトロ・ジェルミ、レオナルド・ベンヴェヌーティ、ピエロ・デ・ベルナルディ、トゥリオ・ピネリ
出演ウーゴ・トニャッツィ、ガストーネ・モスキン、フィリップ・ノワレ、アドルフォ・チェリ

## 関連事項
- ネオレアリズモ
- ネオレアリズモ・ローザ （it:Neorealismo rosa）
- it:Commedia erotica all'italiana
- 第67回ヴェネツィア国際映画祭#イタリアコメディ回顧展

- マリアンジェラ・メラート （en:Mariangela Melato）
- ピエロ・ウミリアーニ （en:Piero Umiliani）
- アンジェロ・フランチェスコ・ラヴァニーノ （en:Angelo Francesco Lavagnino）
- テオ・ウズエリ （it:Teo Usuelli）
- カルロ・サヴィーナ （it:Carlo Savina）
- アージェ＝スカルペッリ - アジェノーレ・インクロッチ（en:Agenore Incrocci）、フリオ・スカルペッリ（en:Furio Scarpelli）

## 註
1. ↑  同作自体は「イタリア式コメディ」とみなされる作品ではない。
2. ↑  it:Commedia all'italiana#Alcune opere rappresentativeから。
3. ↑  en:Commedia all'italiana#Notable filmsを参照。